# Luttojoki
La rivière Lutto (finnois : Luttojoki ou Lutto, same du Nord : Lotto ou Lohttu, russe : Лотта,) est un cours d'eau en Finlande et en Russie.

## Description
La rivière coule dans les parties orientales des municipalités d'Inari et de Sodankylä en Finlande et dans la partie sud du raïon de Petchenga dans l'oblast de Mourmansk en Russie.
Avant que la région de Petsamo ne soit cédée a l'URSS, tout le fleuve se trouvait à l'intérieur des frontières de la Finlande.
UK-puisto–Sompio–Kemihaara
Aujourd'hui, la rivière fait en partiellement partie de la réserve naturelle Natura 2000 parc-Urho Kekkonen-Sompio–Kemihaara (fi).

## Hydrologie
La rivière Luttojoki prend sa source dans des petits lacs de la partie nord de Saariselkä dans la municipalité d'Inari.
Puis la rivière s'écoule vers l'Est, le long d'une partie de la limite entre Inari et Sodankylä.
Près du poste-frontière Raja-Joseeppi, la rivière Lotta s'écoule vers le nord-est et se jette dans le lac de barrage du cours supérieur de la Touloma.
À l'extrémité Est du réservoir, les eaux se déversent dans la Touloma jusqu'à atteindre le golfe de Kola.